# Euphorbia polyantha
Euphorbia polyantha är en törelväxtart som beskrevs av Ferdinand Albin Pax. Euphorbia polyantha ingår i släktet törlar, och familjen törelväxter. Inga underarter finns listade i Catalogue of Life.